# Holaluz

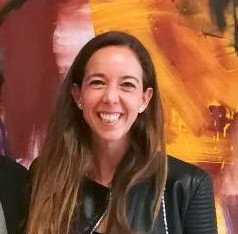
Carlota Pi, presidenta de Holaluz.

Holaluz es una marca comercial de la compañía Holaluz Clidom SA, empresa tecnológica de transición energética dedicada a la comercialización de energía eléctrica de origen 100% renovable. También actúa en representación de productores de energía renovable en el mercado eléctrico y gas verde, además de prestar servicios en relación con el autoconsumo fotovoltaico y la movilidad eléctrica. Holaluz Clidom SA tiene su sede en Barcelona y a finales de 2024 daba servicio de luz a más de 300.000 clientes y gestionaba más de 14.000 instalaciones fotovoltaicas.

## Historia
Holaluz fue creada en Barcelona en 2010, y se convirtió en la primera comercializadora eléctrica en línea de España. Los fundadores fueron Oriol Vila, Carlota Pi y Ferran Nogué, tres jóvenes ingenieros que se conocieron cursando sus estudios de posgrado.
En octubre de 2013 Holaluz ganó la primera compra colectiva de electricidad que organizó la Organización de Consumidores y Usuarios (OCU). Este hito permitió que la empresa pasara de 2.500 a 25.000 clientes en cinco semanas.
En marzo de 2016 la compañía cerró su primera ampliación de capital por valor de 4 millones de euros, suscrita íntegramente por el Fondo de capital riesgo Axon Partners Group. Holaluz cerró el ejercicio de aquel mismo año con una facturación de casi 100 millones de euros y unos beneficios de 500.000 euros.
En agosto de 2017 Holaluz montó la primera instalación de autoconsumo compartido de España, en la ciudad de Rubí.
En mayo de 2018, Holaluz se adjudicó en concurso público tres de los cuatro lotes del contrato de suministro eléctrico, para los dos años siguientes, del Ayuntamiento de Madrid. Tal como exigió el gobierno municipal, el contrato total, de unos 82 millones de euros, tenía que prever el suministro eléctrico de fuentes exclusivamente renovables.
En verano de 2020, la compañía lanzó la Revolución de los Tejados, un movimiento con el que pretenden transformar todos los metros cuadrados de tejado posibles en fuentes inagotables de energía 100% renovable a través de la instalación de placas solares.
En noviembre de 2024, Holaluz anunció la incorporación de Icosium Investment como socio estratégico con una inversión de 22 millones de euros para fortalecer su estrategia de crecimiento. La operación, en dos fases, dio a Icosium el 14,12% del capital y dos asientos en el consejo de administración.

## Reconocimientos y premios
- Proyecto ganador en el Womenalia StartUp Day 2012.
- Compañía incluida en el ranking de 2016 de las 100 Europe’s hottest startups por la revista estadounidense Wired.[6]
- Empresa seleccionada por la Bolsa de Londres como una de las mil pymes más inspiradoras de Europa en 2016 (el objetivo de esta iniciativa del London Stock Exchange era presentar en la Eurocámara las compañías seleccionadas para darlas visibilidad ante los inversores).
- Premio AED al Directivo de 2018[7]
- Premio Rey Jaume I al emprendedor del año 2019.[8]